# Marie Laurencin
Marie Laurencin (ur. 31 października 1883 w Paryżu, zm. 8 czerwca 1956) – francuska malarka i graficzka. Była pierwszą kobietą malującą w stylu kubistycznym. 

## Życiorys
Była nieślubnym dzieckiem nieznanego ojca. W wieku 18 lat uczęszczała do szkoły w Sèvres, gdzie uczyła się rysunku na porcelanie. Następnie wróciła do Paryża i kontynuowała naukę rysunku w Akademii Humberta, gdzie poznała Georges'a Bracque'a.
Laurencin należała do kręgu paryskiej awangardy malarskiej, która związana była z Bateau Lavoir na Montmartre. W 1907 wzięła udział w salonie niezależnych, przedstawiając swe prace z pierwszego okresu. Znana była z tworzenia idealizowanych portretów kobiecych. W tym samym roku (1907) Pablo Picasso zaznajomił ją z poetą awangardowym Guillaume'em Apollinaire'em, którego była wielką miłością i muzą (do 1912). Mówił o niej: „Ona jest wesoła, dobra, dowcipna, ma taki talent. Jest małym słoneczkiem. To ja w kobiecej postaci!”. Przed I wojną światową prezentowała swoje portrety kobiet na wystawach we Francji i USA. Często gościła w salonie Gertrudy Stein. Była ilustratorką, m.in. Alicji w Krainie Czarów.
Na początku I wojny światowej poślubiła Niemca barona Ottona von Waëtjena, z którym schroniła się w Hiszpanii. Rozwiodła się z nim w 1920 i powróciła do Paryża. W 1915 miała romans z Nicole Groult.
W latach 20. XX wieku uznawano ją za najlepszą malarkę we Francji. Malowała portrety paryskich celebrytów i produkowała dekoracje teatralne, w szczególności dla Baletów Rosyjskich. W 1925 zatrudniła jako służącą Suzanne Moreau, która została jej kochanką i muzą. W 1954 adoptowała ją.

## Upamiętnienie
W 1983 w prefekturze Nagano w Japonii otwarto Musée Marie Laurencin. W muzeum znajduje się ponad 500 jej prac oraz archiwum.